# The Day the Earth Stood Still (film, 2008)
The Day the Earth Stood Still är en science fiction-film från 2008 och en ny version av filmen Mannen från Mars från 1951. Båda filmerna baseras på Harry Bates novell "Farewell to the Master" från 1940. Filmen hade biopremiär i USA den 12 december 2008.

## Handling
En dag dimper plötsligt ett antal enorma glödande klot ned på jorden och mänskligheten väntar med rädsla och spänning på vad detta kommer att leda till. Ur det största klotet, som landat i Central Park i New York, kliver utomjordingen Klaatu ut tillsammans med sin enorma robot Gort. Klaatu blir genast skjuten av en ivrig soldat och förs därefter till ett sjukhus.
Efter att Klaatu vaknat upp på sjukhuset kräver han att få tala med världens ledare, men tvingas efter att ha blivit nekad detta att rymma från myndigheterna. Hans objektivitet sätts på prov, när han stöter på Helen Benson, spelad av Jennifer Connelly, med son som försöker övertala honom att tänka om, rörande sitt uppdrag - att rädda jorden från människan.
Helen försöker på allehanda vis få Klaatu att förstå att det finns bra saker på jorden, att människan inte är så självdestruktiv som det kan tyckas, men det är först när hon tar med honom för att träffa professor Barnhard, spelad av John Cleese, som Klaatu inser att Helen kanske har rätt.

## Om filmen
The Day the Earth Stood Still regisserades av Scott Derrickson. Det är en nyinspelning av science fiction-klassikern Mannen från Mars från 1951.

## Medverkande (urval)
- Keanu Reeves - Klaatu
- Jennifer Connelly - Helen Benson
- Kathy Bates - Regina Jackson
- Jaden Smith - Jacob Benson
- John Cleese - professor Barnhardt
- Jon Hamm - Michael Granier
- Kyle Chandler - John Driscoll

### Fotnoter
1. ↑  ”The Day the Earth Stood Still (2008)” (på engelska). Box Office Mojo. 12 december 2008. http://www.boxofficemojo.com/movies/?id=daytheearthstoodstill08.htm. Läst 28 augusti 2016.